# هوبير فيرير
هوبير فيرير (بالفرنسية: Hubert Ferrer)‏ هو دراج فرنسي، ولد في 26 يناير 1937 في الجزائر في الجزائر.

## وصلات خارجية
- هوبير فيرير على موقع أرشيف الدراجات (الإنجليزية)
- هوبير فيرير على موقع إحصائيات الدراجات الإحترافية (الإنجليزية)